# Le Gua (Isère)
Le Gua ist eine französische Gemeinde mit 1883 Einwohnern (Stand: 1. Januar 2022) im Département Isère in der Region Auvergne-Rhône-Alpes. Sie gehört zum Gemeindeverband Grenoble-Alpes-Métropole, zum Arrondissement Grenoble und zum Kanton Le Pont-de-Claix.

## Geographie
Die Gemeinde Le Gua liegt im Vercorsmassiv am Fluss Gresse, 19 Kilometer südsüdwestlich von Grenoble im Regionalen Naturpark Vercors. Die westliche Gemeindegrenze folgt dem Kamm des Vercorsmassives; hier wird am Gipfel des Arêtes du Gerbier auf 2109 m über dem Meer der höchste Punkt in der Gemeinde erreicht. Die Gemeinde besteht aus den größeren Ortschaften Les Saillants du Gua, Saint-Barthélemy und Prélenfry. Umgeben wird Le Gua von den Nachbargemeinden Saint-Paul-de-Varces im Norden, Vif im Nordosten, Saint-Martin-de-la-Cluze im Osten und Südosten, Miribel-Lanchâtre im Süden, Château-Bernard im Südwesten sowie Villard-de-Lans im Westen und Nordwesten.

## Bevölkerungsentwicklung
| Jahr                       | 1962 | 1968 | 1975 | 1982 | 1990 | 1999 | 2006 | 2012 | 2021 |
| -------------------------- | ---- | ---- | ---- | ---- | ---- | ---- | ---- | ---- | ---- |
| Einwohner                  | 1234 | 1120 | 1135 | 1315 | 1505 | 1713 | 1837 | 1839 | 1838 |
| Quellen: Cassini und INSEE |      |      |      |      |      |      |      |      |      |

## Sehenswürdigkeiten
- Kirche Saint-François-de-Salles aus dem 17. Jahrhundert
- Kirche Saint-André im Ortsteil Prélenfrey
- Kirche Saint-Barthélemy im Ortsteil Saint-Barthélemy-du-Gua
- Ruine des Wehrhauses von Le Groin

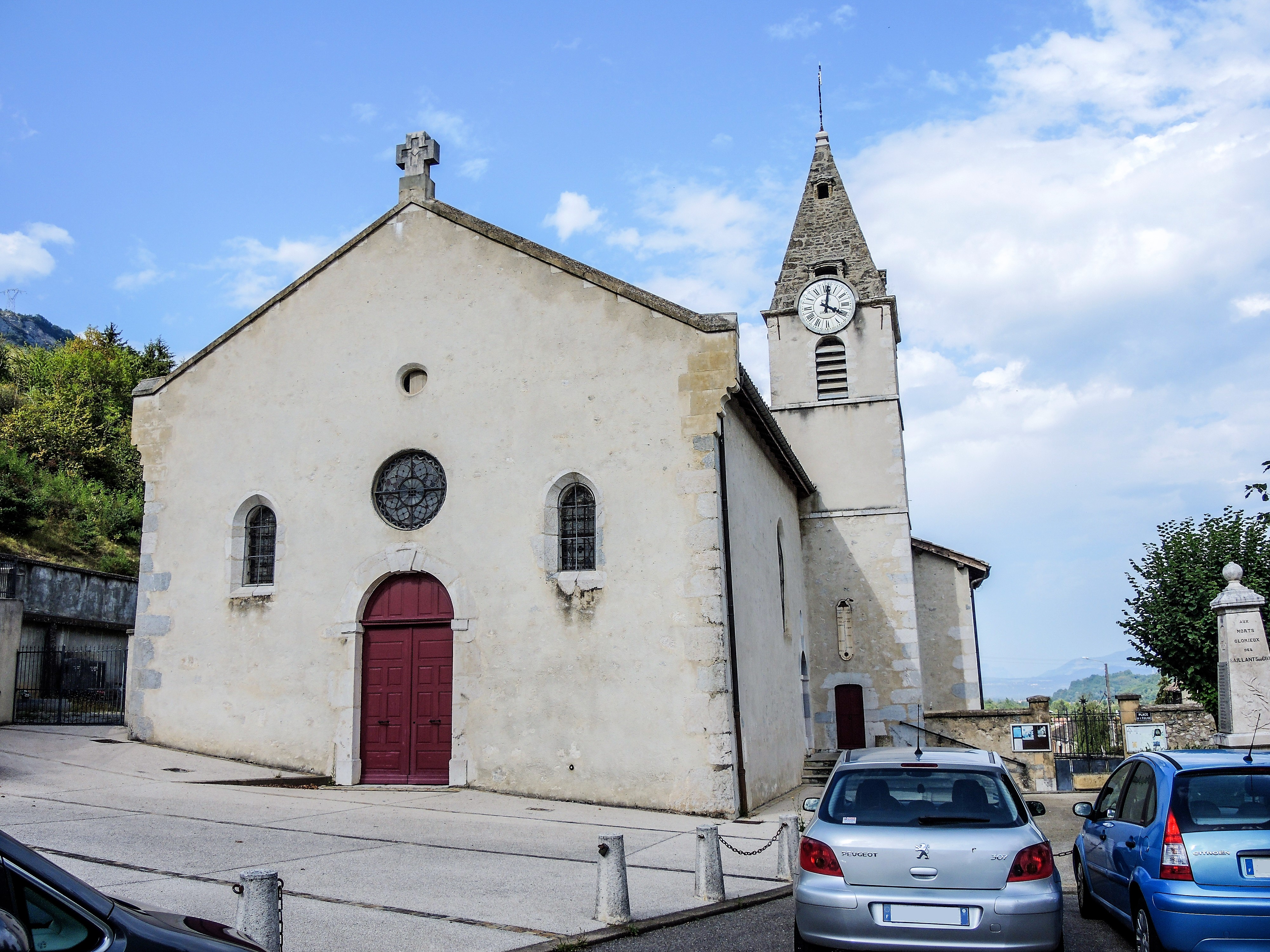
Kirche Saint-François-de-Salles
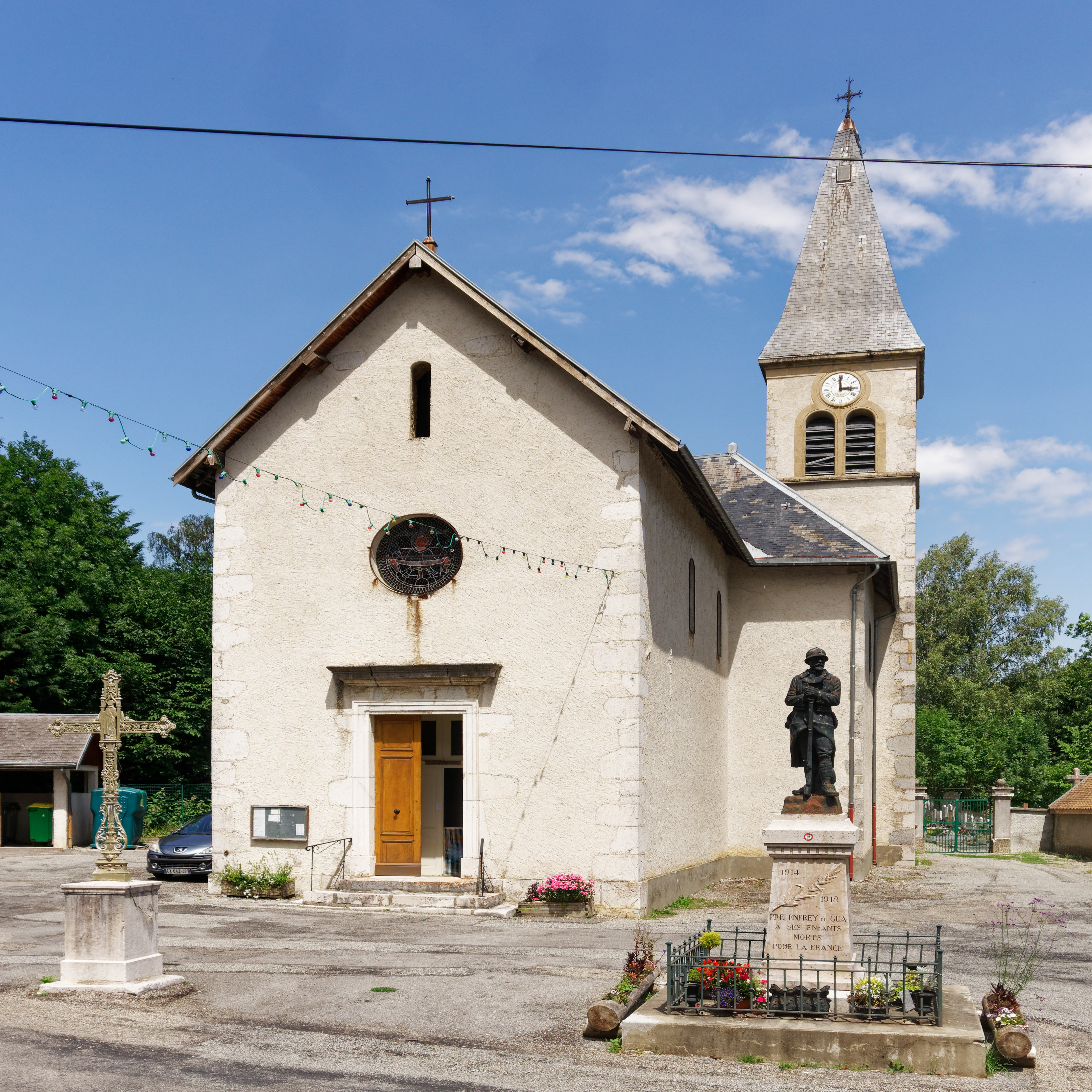
Kirche Saint-André
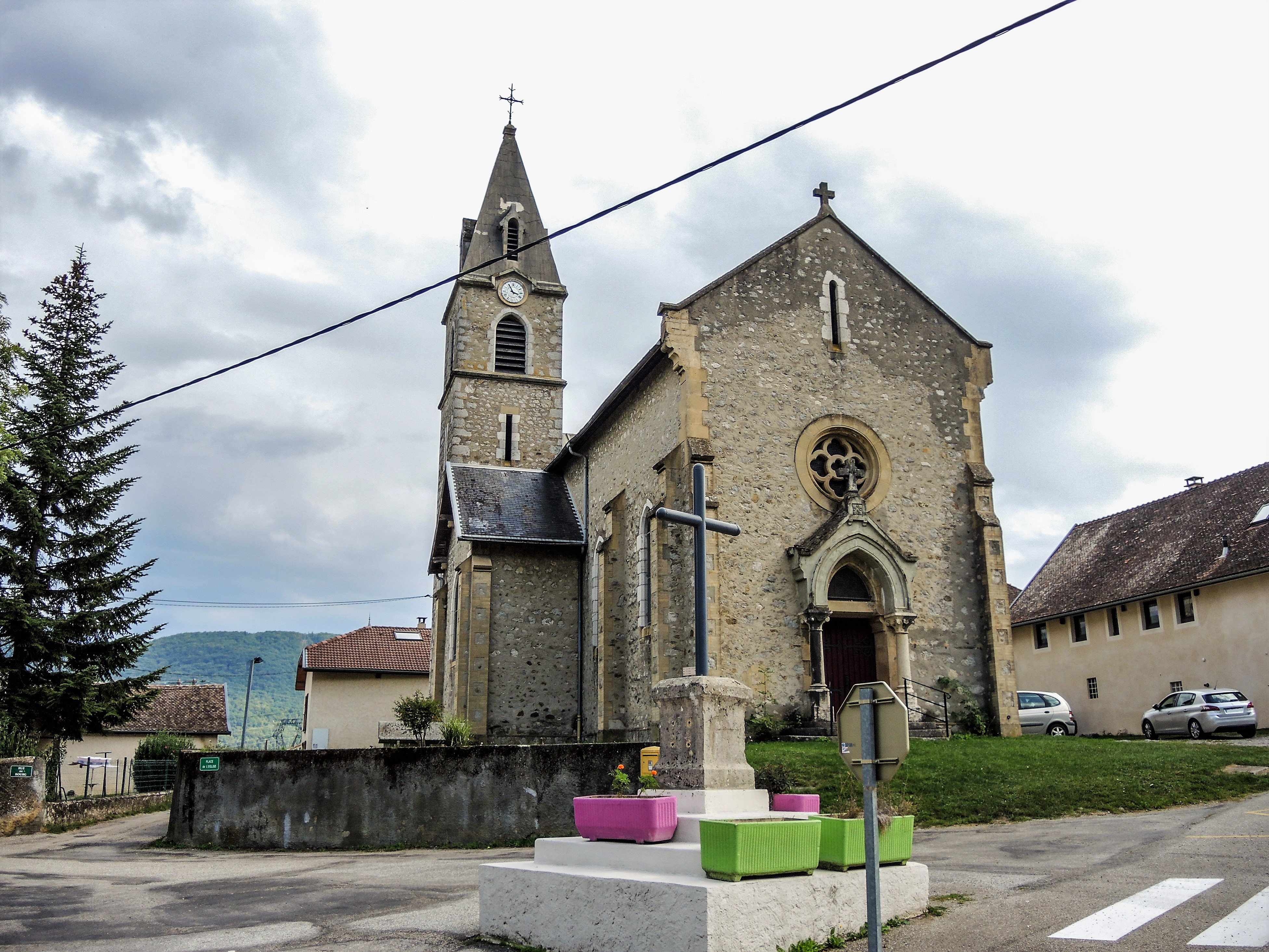
Kirche Saint-Barthélemy
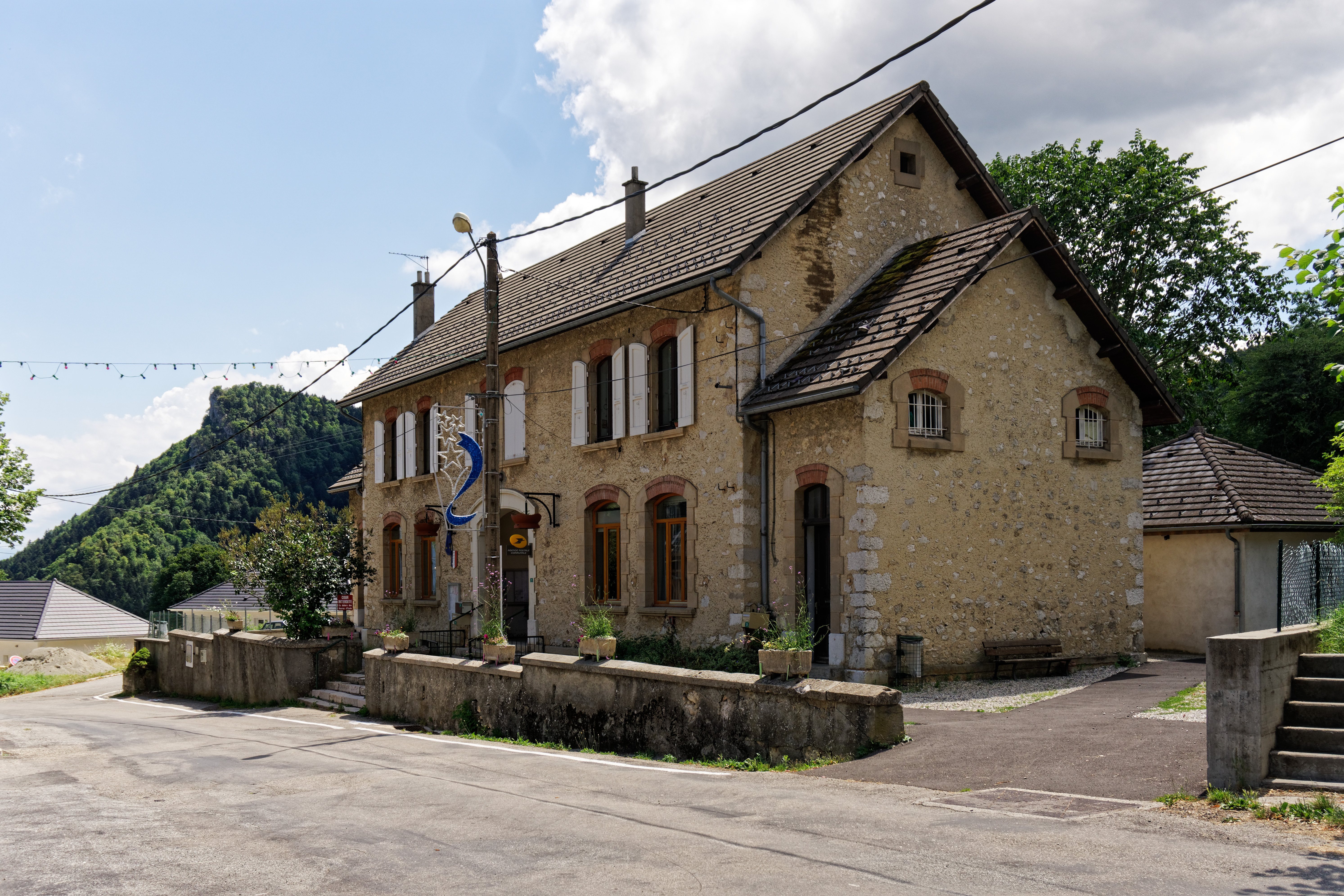
Schule im Ortsteil Prélenfrey
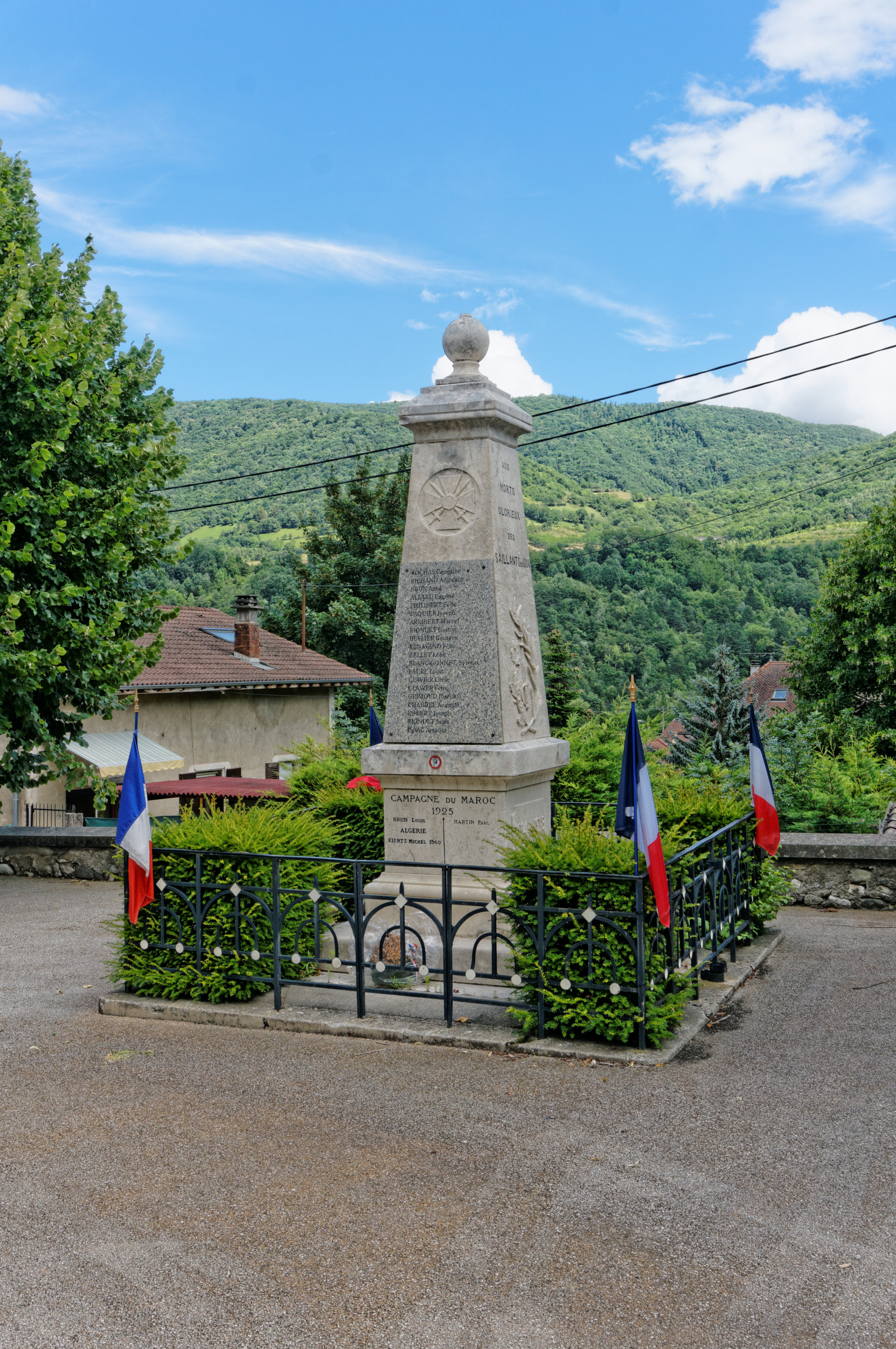
Gefallenendenkmal